# Neoxenillus
Neoxenillus är ett släkte av kvalster. Neoxenillus ingår i familjen Xenillidae.
Kladogram enligt Catalogue of Life:
| Neoxenillus | \| \| Neoxenillus heterosetiger \| \| \| \| \| \| Neoxenillus scopulus \| \| \| \| |
|             | \| \| Neoxenillus heterosetiger \| \| \| \| \| \| Neoxenillus scopulus \| \| \| \| |
|             | Xenilloides                                                                        |
|             |                                                                                    |
|             | Xenillus                                                                           |
|             |                                                                                    |
|             | Neoxenillus heterosetiger                                                          |
|             |                                                                                    |
|             | Neoxenillus scopulus                                                               |
|             |                                                                                    |

|  | Neoxenillus heterosetiger |
|  |                           |
|  | Neoxenillus scopulus      |
|  |                           |